# Rudolf Brassat
Rudolf Brassat (* 31. Juli 1905 in Berlin; † 26. Februar 1983 in Bad Liebenstein) war ein deutscher Widerstandskämpfer gegen den Nationalsozialismus und Politiker der Sozialistischen Einheitspartei Deutschlands (SED) in der Deutschen Demokratischen Republik (DDR). Er wurde 1958 als Kritiker Walter Ulbrichts aus der SED ausgeschlossen.

## Leben
Der Sohn eines Arbeiters Brassat erlernte nach der Volksschule den Beruf des Schlossers. 1919 wurde er Mitglied der Freien Sozialistischen Jugend (FSJ), später des Kommunistischen Jugendverbands Deutschlands (KJVD) und 1924 Mitglied der Kommunistischen Partei Deutschlands (KPD). Ab 1931 war er politischer Leiter der Revolutionären Gewerkschaftsopposition (RGO) in Thüringen.
Nach der „Machtübernahme“ der Nationalsozialisten und dem Verbot kommunistischer Betätigung im März 1933 unterstützte Brassat die Partei auch in der Illegalität. Am 13. Juni 1933 wurde er verhaftet und am 20. November 1934 gemeinsam mit Karl Olbrysch vom Volksgerichtshof zu zwei Jahren Zuchthaus verurteilt, die er in Berlin-Moabit, im Konzentrationslager KZ Lichtenburg und im Zuchthaus Luckau absaß. Nach seiner Entlassung im Oktober 1936 bis 1943 war er als ungelernter Arbeiter bei der Deutschen Fernkabel Gesellschaft in Berlin tätig und wurde im Februar 1943 zum Strafbataillon 999 der deutschen Wehrmacht eingezogen.
1945 geriet Brassat in britische Kriegsgefangenschaft. 1946 wurde er nach London gebracht und nahm an einem Antifa-Lehrgang teil. 1946 kehrte Brassat nach Deutschland zurück und wurde Mitglied der SED.
Bis 1947 war Brassat Redakteur beim Neuen Deutschland und wurde dann Instrukteur des Zentralsekretariats der SED in Ostberlin. Von 1949 bis 1951 war er erster Sekretär der SED-Parteiorganisation im zentralen Apparat des Zentralkomitees (ZK) der SED. 1951 erhielt Brassat als sogenannter „Westemigrant“ ein Funktionsverbot. Bis 1952 war er Kulturdirektor im VEB Karl-Marx-Werk in Potsdam-Babelsberg, danach Werkdirektor im VEB IFA-Motorenwerk in Zschopau.
1952 wurde Brassat wegen „ungesetzlicher Verwendung von Betriebsgeldern“ verhaftet und später aus der SED ausgeschlossen. Nach seiner Entlassung 1953 wurde er dennoch Abteilungsleiter im VEB Bremsenwerk Berlin und 1956 wieder in die SED aufgenommen. Wegen Kritik am stalinistischen Führungsstil Walter Ulbrichts geriet Brassat erneut in Konflikt mit der Partei- und Staatsführung und wurde vom Ministerium für Staatssicherheit (MfS) überwacht. 1958 wurde er erneut aus der SED ausgeschlossen.